# Pico Espejo

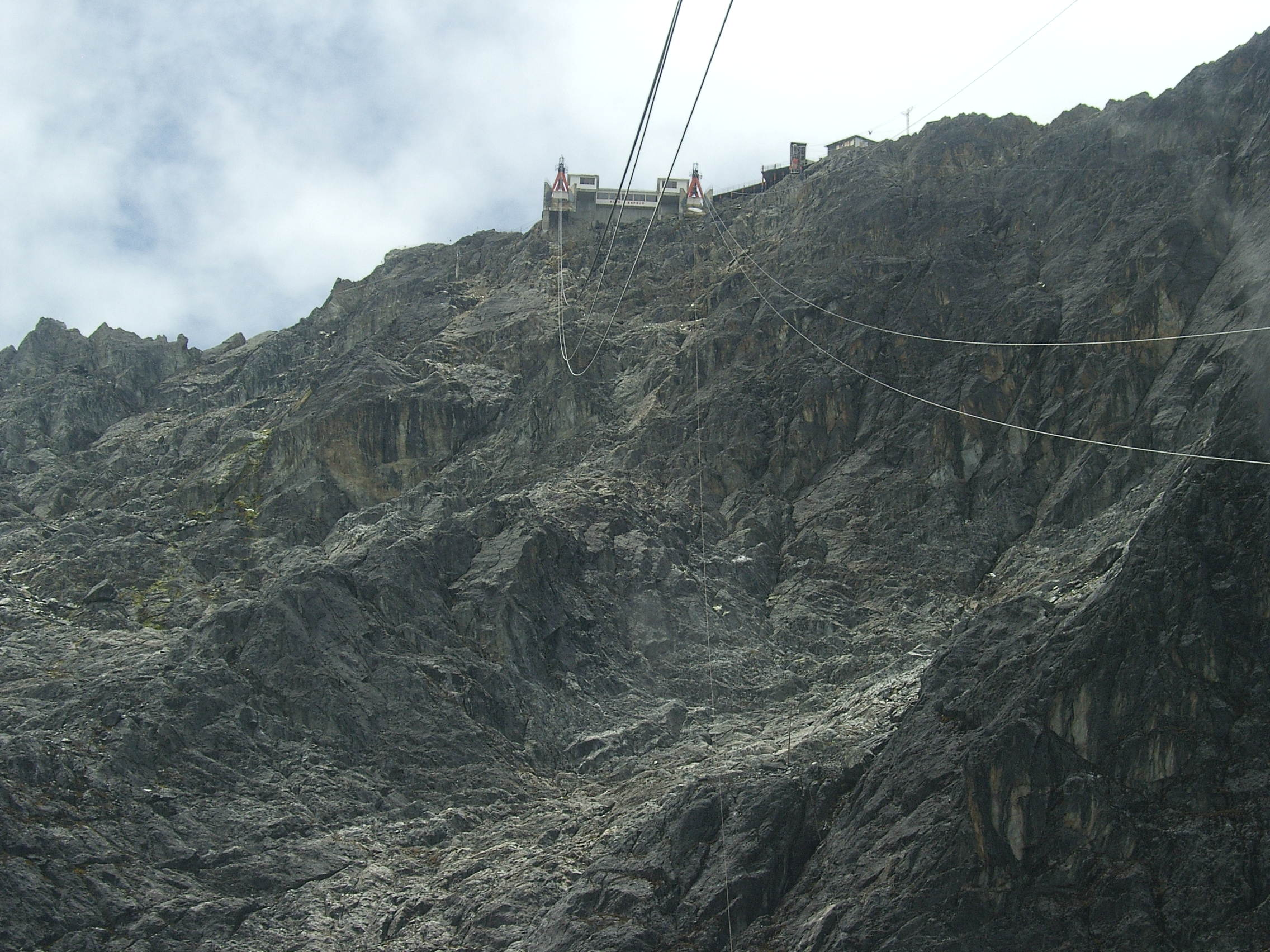
Pico Espejo e teleférico

Pico Espejo (Pico Espelho) é uma montanha nos Andes da Venezuela. Tem uma altura de 4,880 m (16,010 ft). Perto do pico está a quinta e aquela que é a última estação do teleférico de Mérida, que agora está de volta ao serviço após a realização de algumas reformas.